# Hervé Pierre (styliste)
Ne doit pas être confondu avec Hervé Pierre.
Hervé Pierre Braillard, dit Hervé Pierre, (né à Bué dans le Cher en 1965), est un créateur de mode et de costumes de scène franco-américain. 
En 1987, il reçoit le premier prix Christian Dior du Comité Colbert. Depuis les années 1990, Hervé Pierre a conçu des vêtements pour quatre Premières dames des États-Unis, Laura Bush, Hillary Clinton, Michelle Obama, et Melania Trump.

## Biographie
Hervé Pierre a grandi auprès de ses parents aubergistes à Saint-Satur dans le Sancerrois où, dès six ans, il dessinait des robes. Diplômé de l'École de la chambre syndicale de la couture parisienne, il étudie l’histoire de l’art  à la Sorbonne et reçoit en 1987 le premier prix Christian Dior du Comité Colbert. L'année suivante, il devient assistant d'Erik Mortensen chez Balmain. Après le départ de Mortensen, Hervé Pierre crée trois collections en 1991 et 1992.
Hervé Pierre a également conçu des costumes de scène pour plusieurs opéras. En 1992, il dessine les costumes pour la version d'Angelin Preljocaj du ballet Parade, pour l'Opéra de Paris et l'Opéra de Sydney, puis les costumes du ballet Le Parc de Preljocaj pour l'Opéra de Paris en 1994. Il a également conçu des costumes pour le New York City Ballet (1998) et  pour Patrice Bart au Staatsoper Unter den Linden (1999).
Au début des années 1990,  il s'installe aux États-Unis et travaille pour Oscar de la Renta. De 1998 à 2000, il est directeur artistique chez Vera Wanget rejoint Bill Blass, où il travaille sous la direction de Lars Nilsson. Pendant quatorze années, jusqu’en février 2016, il est directeur de la création chez Carolina Herrera.
Parmi ses clientes figurent les premières dames des États-Unis, Hillary Clinton, Laura Bush et Michelle Obama. Pendant plusieurs années, Hervé Pierre est styliste pour Melania Trump. En 2017, Hervé Pierre collabore avec elle pour dessiner sa robe pour le bal d’investiture de Donald Trump. La robe est  un fourreau décolleté de couleur vanille avec une ceinture de soie rouge à la taille,. Hervé Pierre décrit les contributions de Melania Trump comme étant à la fois techniques et esthétiques. La robe est exposée et conservée au Musée national d'histoire américaine.
Hervé Pierre vit à New York.